# Patch
Er zijn verschillende betekenissen van het begrip patch:
- Een softwarematige patch is een klein stukje software dat door de uitgever gebruikt wordt om fouten op te lossen of updates uit te voeren aan zijn software.
- Patchen is het verbinden van aansluitbussen op een Patchpanel, op basis van koper met UTP-kabels of op basis van glas met glasvezel-kabels.
- Patch is een Unix-utility die is ontwikkeld door Larry Wall. Het past de patch-bewerking met een patchfile, die door het programma diff wordt gegenereerd, toe op een bestand. Dit proces wordt patchen genoemd, of het toepassen van een patch. Het grote voordeel van het gebruik van diff en patch is, dat bestanden geüpdatet kunnen worden zonder dat gehele bestanden of complete broncodes van programma's hoeven te worden uitgewisseld, want enkel de diffs, de verschillen tussen de versies, volstaan.
- Indien er in software die bij bedrijven of particulieren in gebruik is, bugs of tekortkomingen aanwezig zijn, kunnen deze vaak worden weggewerkt door middel van het toepassen van een patch. Een patch is in dit geval dus een aanpassing van bestaande software om de fouten of bugs in die software te verbeteren. Deze fouten kunnen gaan van rekenfouten, veiligheidsfouten tot het niet meer (crash) of niet goed werken van de software. In de volgende gevallen wordt wel gebruikgemaakt van een patch, maar af en toe worden ook complete softwarepakketten vervangen:
  1. ESR (Emergency Software Release)
  2. Update
- Het Engelse woord patch betekent iets als stoplap van kleding of pleister. Hiervan is ook het Nederlandse leenwoord patchwork afgeleid. Bij deze techniek worden lapjes stof aan elkaar genaaid, waardoor er kleine kunstwerken of praktische voorwerpen ontstaan.
- De instellingen van een Synthesizer om een bepaald geluid te maken wordt ook een patch genoemd. Een instrument kan bijvoorbeeld honderd patches bevatten, hetgeen duidt op het aantal beschikbare klanken.
- Bij analoge modulaire synthesizers worden de afzonderlijke modules met elkaar verbonden door deze te patchen.

Fases: Alfaversie · Bètaversie · Release candidate (RC) · Release to manufacture (RTM) · Stabiele versie · Onderhoudsversie (legacy)
Begrippen: Upgrade · Update · Patch · Service pack